# Aeropuerto Antonio Nariño
El Aeropuerto Antonio Nariño (IATA: PSO, OACI: SKPS) es un terminal aéreo situado en el municipio colombiano de Chachagüí, a 27 kilómetros de la ciudad capital, San Juan de Pasto. El aeropuerto tiene tráfico nacional, además de vuelos chárter tanto militares como civiles. Actualmente se ha terminado la primera fase de modernización y expansión, que consistió en una nueva terminal y plataforma, así como una nueva torre de control y edificaciones para servicios generales y bomberos. Esta nueva infraestructura se encuentra funcionando desde finales de 2019, lo cual ha permitido optimizar y mejorar los servicios.

## Descripción
La pista del aeropuerto se halla construida en una meseta que se eleva 50 metros sobre el terreno circundante. La pista tiene 2300 metros, lo cual es más que suficiente para un aeropuerto regional que opera aviones Airbus A320, A319, A318, entre otros. Actualmente operan varias aerolíneas de forma segura, aunque por la posición de la misma a veces se retrasen debido a condiciones normales del clima; esto es habitual en los meses de verano, especialmente en el mes de agosto.[cita requerida]
Desde el 2007 la pista cuenta con aproximación localizador pista 20, lo que permite la operación en condiciones de media visibilidad.
El proyecto de la expansión del aeropuerto Antonio Nariño consiste en expandir la plataforma (ancho pista), pensando en adecuar obras para aumentar las frecuencias y destinos porque incluso aviones como el B737 y el muy empleado A320 son capaces de aterrizar, por lo que todavía no se ha descartado la idea de hacer destinos internacionales. Por el momento Avianca opera varios vuelos a Bogotá y Cali, y desde febrero de 2020, EasyFly opera a Cali.
En años recientes se han cancelado algunos vuelos que solían operar en este aeropuerto por condiciones operacionales y climáticas. Además, por las condiciones y mal estado de la carpeta asfáltica de la pista, lo que dificultaba aún más la operación en este aeropuerto. Sin embargo, se desarrollaron obras y actividades el mes de julio de 2021 superando el mal estado de la pisa. Las Autoridades Aeroportuarias planean continuar con las labores de mantenimiento de la pista.

Está en capacidad de recibir aeronaves como el Airbus A220-100, Airbus A319-100, Airbus A320, Airbus A321-200, ATR 42-500/600, ATR 72-500/600, BAe 146-300, Beechcraft 1900/C/D, Boeing 717, Boeing 737-300, Boeing 737 MAX 7, Dash 8-100/200/300/400, Embraer 120, Embraer ERJ 135/140/145, Embraer ERJ 170, Fokker 50, Fokker 70, Gulfstream G200, Hawker 400, Hawker Beechjet 400A, Jetstream 31, Let L-410, Piper PA-31 Navajo, entre otros.

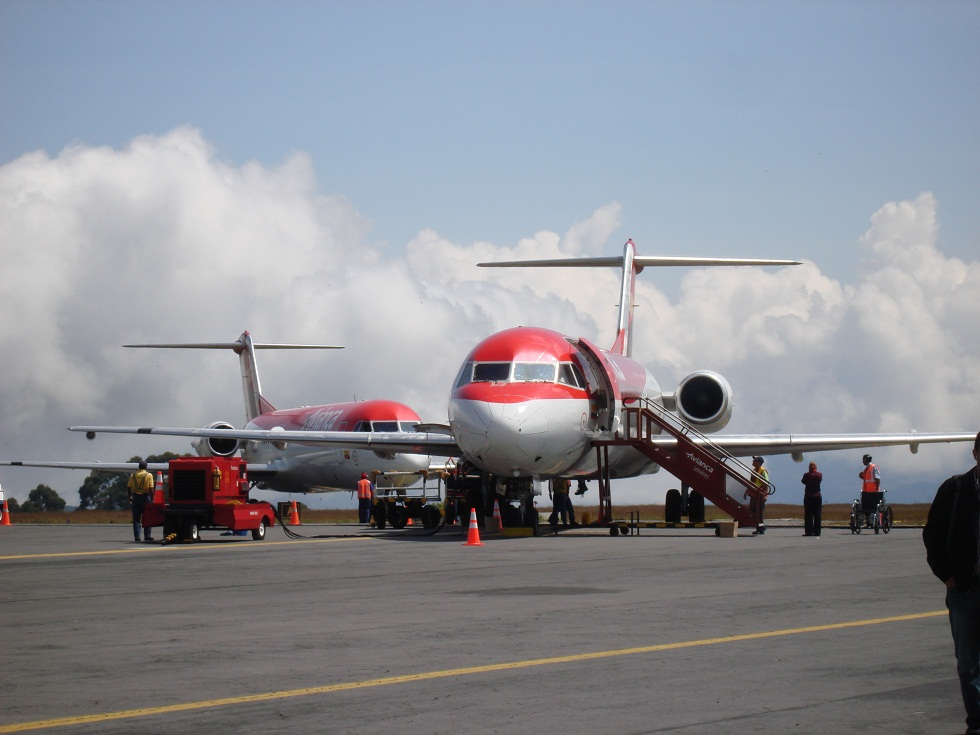
Varios Fokker 100 de SAM operados por Avianca.

## Destinos actuales

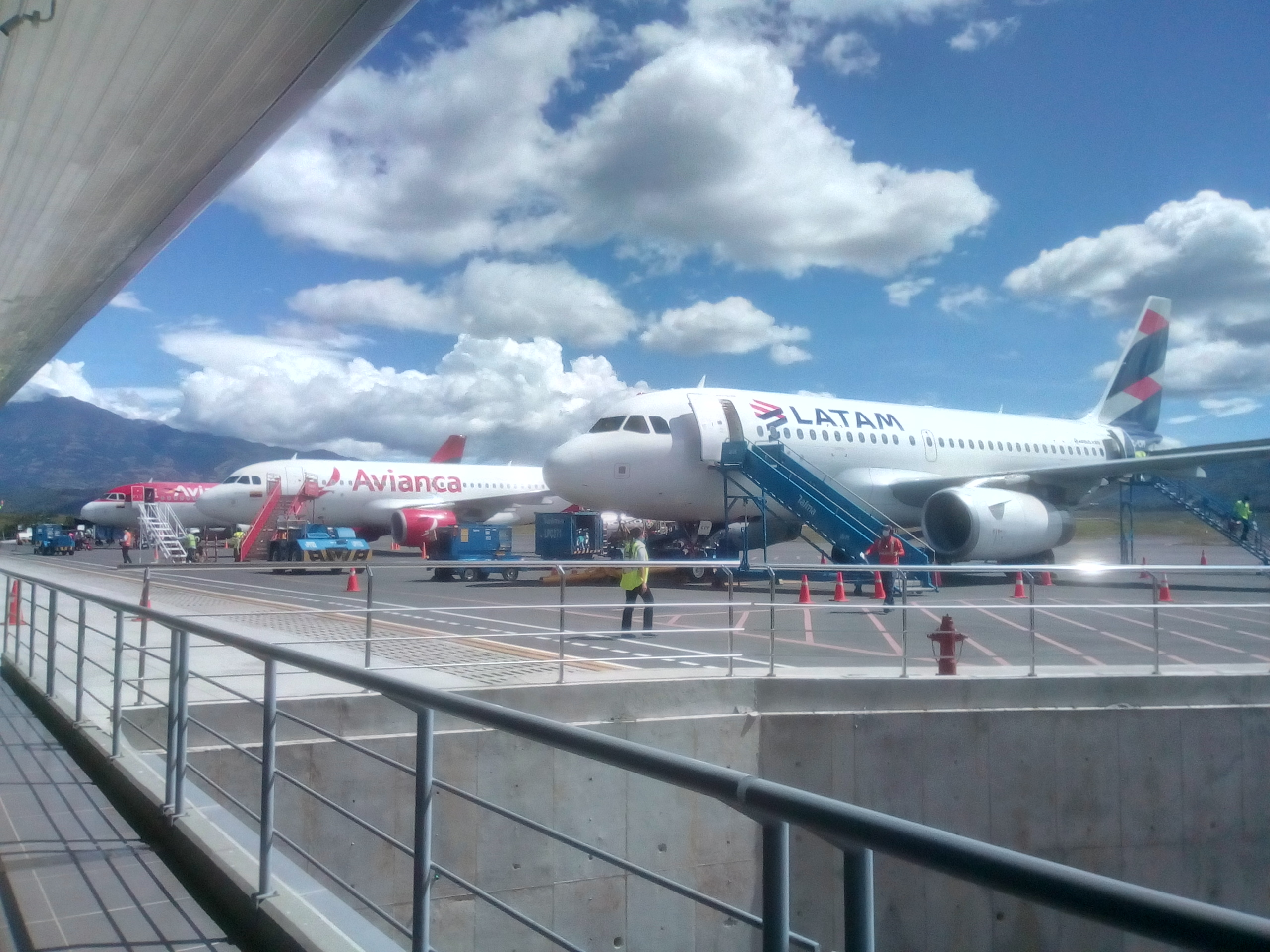
Tres Airbus A319 de Avianca y de LATAM parqueados en el aeropuerto Antonio Nariño.

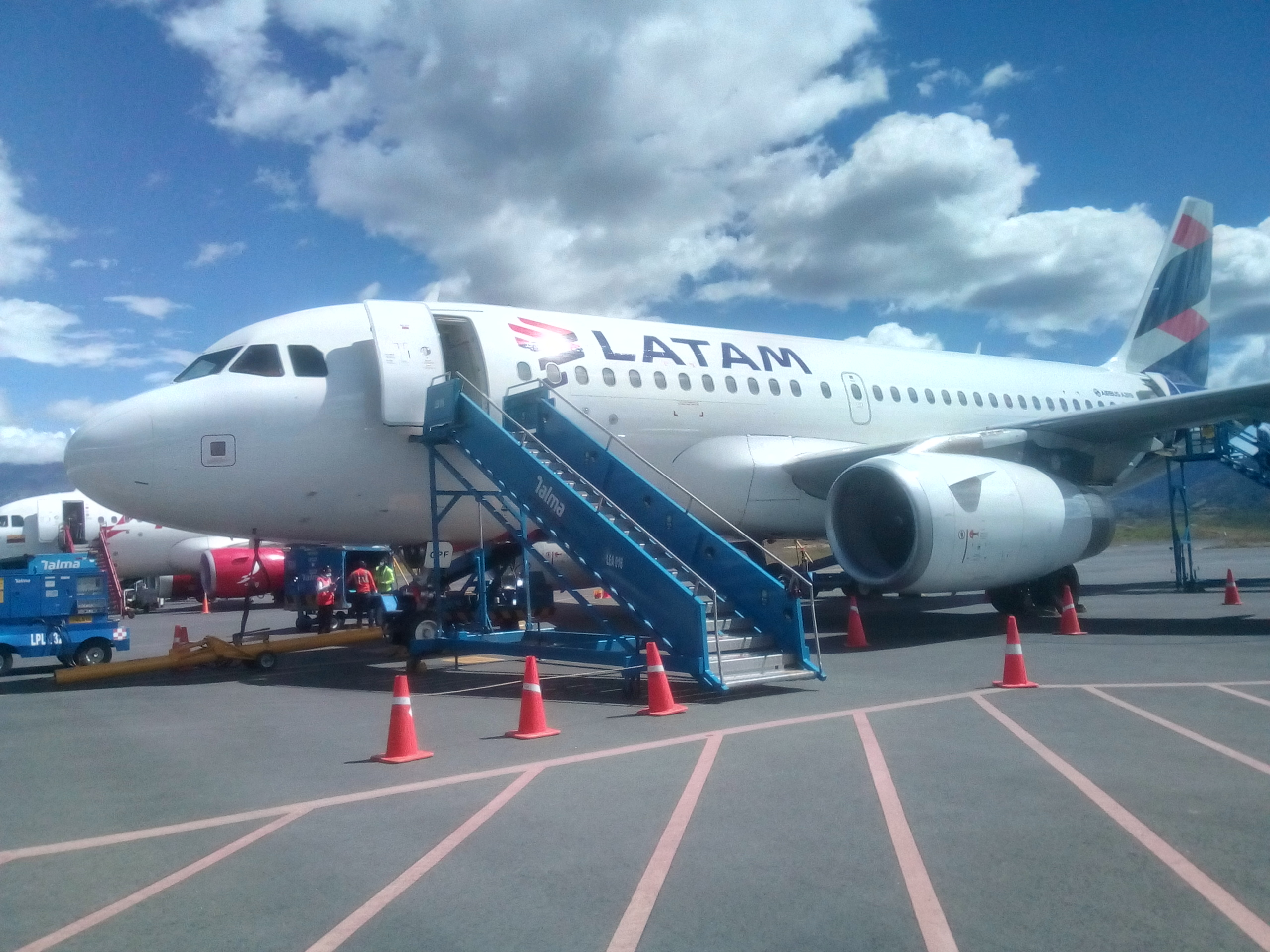
A319 de LATAM y A319 de Avianca Parqueados en el aeropuerto.

| Ciudad                                                    | Nombre del aeropuerto                           | Aerolíneas | Aeronaves        | Frecuencia semanal |
| --------------------------------------------------------- | ----------------------------------------------- | ---------- | ---------------- | ------------------ |
| Bogotá                                                    | Aeropuerto Internacional El Dorado              | Avianca    | A319, A322, A20N | 42                 |
| Bogotá                                                    | Aeropuerto Internacional El Dorado              | LATAM      | A322             | 14                 |
| Cali                                                      | Aeropuerto Internacional Alfonso Bonilla Aragón | Avianca    | A322             | 7                  |
| Cali                                                      | Aeropuerto Internacional Alfonso Bonilla Aragón | Clic Air   | AT76, AT46       | 14                 |
| Cali                                                      | Aeropuerto Internacional Alfonso Bonilla Aragón |            |                  |                    |
| Tumaco                                                    | Aeropuerto La Florida                           | Clic Air   | ATR 42           | 2                  |
| Total: 3 destinos, 3 aerolíneas, 82 frecuencias semanales |                                                 |            |                  |                    |

## Aerolíneas que cesaron operación

### Aerolíneas extintas

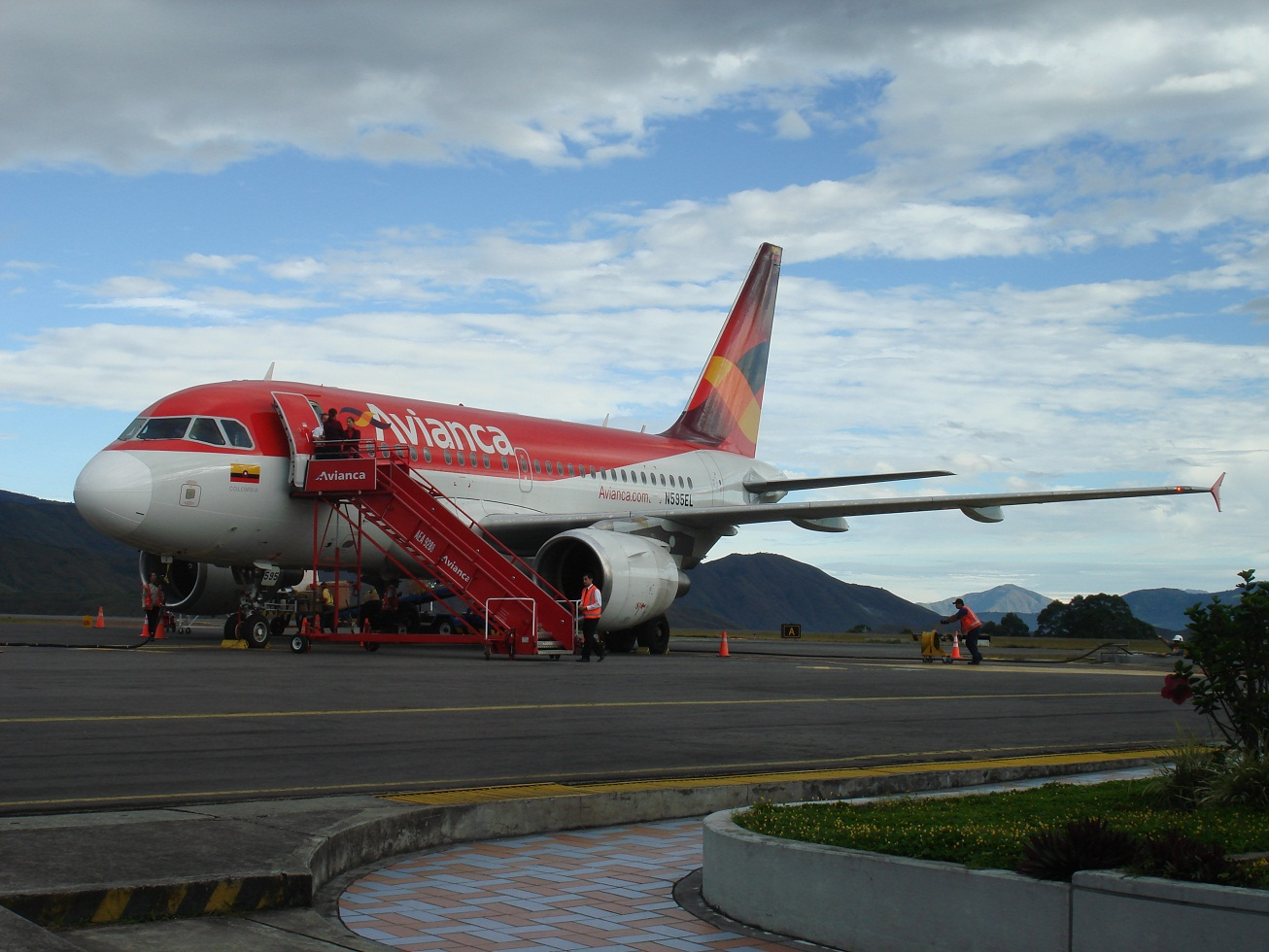
Airbus A318 de Avianca.

| Aerolíneas                   | Ciudad                                                      | Aeronaves                        |
| ---------------------------- | ----------------------------------------------------------- | -------------------------------- |
| Aeropesca                    | Bogotá - Popayán y Pasto                                    | Vickers Viscount                 |
| Aerotal                      | Bogotá - Cali con extensión en Pasto                        | Sud Aviation Caravelle           |
| Avianca Aerotaxi             | Pasto - Cali                                                | Noordyun Norseman                |
| Intercontinental de Aviación | Bogotá - Pasto / Cali - Pasto                               | DC-9                             |
| Líneas Aéreas La Urraca      | Bogotá - Popayán y Pasto / Pasto - Cali                     | Handley Page Dart Herald         |
| SAM                          | Bogotá - Pasto / Cali - Pasto                               | Lockheed Electra II / Fokker 100 |
| Viva Air Colombia            | Medellín - Pasto - Medellín y Cartagena - Pasto - Cartagena | Airbus A320 / Airbus A320neo     |
| Total: 5 destinos            |                                                             |                                  |

### Aerolíneas operativas
- Avianca
  - Bogotá / Aeropuerto Internacional El Dorado (Cesó operaciones con el Boeing 727 y el Airbus A318 que más tarde descontinuó)

- Clicair.co
- Sarpa (Colombia)
- Transporte Aéreo de Colombia

## Accidentes e incidentes
- El 7 de agosto de 1983 un HS-748 de Satena se salió de la pista, pero el avión se detuvo en la zona de seguridad y todos salieron ilesos.[1]

- El 26 de mayo de 1992 un DC-9 de Inter al aterrizar en el aeropuerto sufrió serias averías estructurales que significaron el retiro de la aerolínea en este aeropuerto.

- El 22 de agosto de 2007 una aeronave, de la empresa Servicios Aéreos del Vaupés, partió de Cali con 53 personas y se dirigía a Villagarzón (Putumayo), pero tuvo fallas en uno de sus motores y pidió permiso a la torre de control del aeropuerto nariñense, ubicado en jurisdicción del municipio de Chachagüí, para aterrizar en la pista número 2.

Presuntamente, el tren de aterrizaje del avión "Antonov 26" tuvo problemas y se salió de la pista. La aeronave quedó severamente dañada.
Fuentes oficiales confirmaron que las 20 personas heridas recibieron atención en el lugar y algunas fueron trasladadas a Pasto.
Según la Aerocivil, la tripulación estaba integrada por el capitán John Acero Wilches, como piloto, acompañado de David Cardona, su copiloto y el técnico Leider Velásquez.